# Leo Steevens
Leo Steevens (Elsloo, 23 augustus 1933 – 25 augustus 2002) was een Nederlands wielrenner. 

## Loopbaan
Stevens was in 1957 profwielrenner. Hij reed dat jaar voor de wielerploeg Eroba-Vredestein.
Leo Steevens was de broer van wielrenners Harrie Steevens en Henk Steevens. Hij overleed in 2002, kort na zijn 69e verjaardag.

## Palmares
1957
Beek